# 香港97 (遊戲)
《香港97》是由日本吉喜軟体公司（HappySoft）於1995年所製作的超級任天堂遊戲。此遊戲是一款粗制滥造、未获任天堂许可的單人射擊遊戲，由日本企業家兼散文家九龍黑澤（本名黑澤喜久）擔任主要開發，他自述制作这款游戏是为嘲讽当时的电子游戏行业。《香港97》仅用了黑澤及他请来的朋友两天时间制作。
游戏发生在1997年香港主权移交前后。面对来自中国大陆的移民导致的犯罪率上升，香港政府雇用了李小龙的亲戚「陳先生」來進行中國12億人民的抹殺計劃，而中國方面著手將已逝的鄧小平改造為巨大兵器的研究，以此来对抗「陳先生」。《香港97》最初仅售出了30余份，后主要經由非正式管道流通，即所謂的「地下遊戲」，在千禧年前后以著名的低劣品质在网上掀起热潮。一些评论家和记者认为这款游戏是史上最烂游戏。

## 故事情節
正值1997年香港主權移交之際，中國大陸的人民带着随地吐痰的恶习來到了香港，致使犯罪率節節高升。於是香港政府委託李小龍的親戚，同時也是殺人專家的「陳先生」來進行中國12億人民的抹殺計劃。但是中國方面正著手進行將已逝的鄧小平改造為巨大兵器的研究，以此来对抗「陳先生」。
遊戲提供了三種語言模式，分別為日文、中文、以及英文，但除了日文以外的字幕都有问题。如英文模式簡介畫面的頭兩句為：「The year 1997 has arrived. A herd of fuckin' ugly reds. are rushing from the mainland.」中文字幕出現許多錯字，以中文模式簡介畫面的頭兩句為例：「九七年來了。来自大陸的人民一遇吐痰一遇到來。」同時，亦有出現日本漢字，如「經」被寫成「経」。

## 遊戲內容

遊戲截圖，背景是毛澤東共產主義的圖像，畫面中的白衣男子就是陳先生。

在語言選單、廣告畫面、以及標題畫面之後，便出現上一段所述的簡介畫面，接著遊戲毫無預警地展開了。玩家要操控陳先生射擊並躲避吐痰的中國人民以及公安。子彈只能向畫面上方射擊，當擊中敵人時，敵人會在一小長方形區域內以蕈狀雲的方式爆炸，接著留下閃爍的屍體，偶而還會落下綠色圓形物體（碰觸即結束遊戲）以及旋轉的針筒（可以獲得無敵時間）。在遊戲進行一段時間後，會有車輛從畫面右端出現向左方行駛。當三輛車經過之後最終頭目便會出現，而該頭目其實是與標題畫面相仿的鄧小平飛頭降。將其摧毀後，遊戲便從頭開始。遊戲的背景圖片是隨機出現的，其中有毛澤東思想的文宣、桂林、亞洲電視有限公司商標、以及中國可口可樂商標等黑白圖像。
一旦陳先生被除了針筒以外的物體擊中後，遊戲便立刻結束（無敵時間例外）。緊接著出現的是令人不快的屍體照片，畫面中央是斗大的「陳死亡」字樣，而右下方則是用英文寫成的「CHIN IS DEAD!!」，之後隨即跳到製作群畫面，遊戲重新開始。此遊戲以難度高聞名，而高難度也是惡搞遊戲的特徵之一。
當開啟遊戲時便可聽見「我愛北京天安門」中的頭兩句歌詞，並不斷反覆地播放直到關掉遊戲為止，即使玩家在遊戲中死亡後仍會持續播放。聲軌雖短，但是它卻是超任卡帶上很少采用的以流式音頻錄製播放的聲音。除此以外遊戲中並沒有任何其他的音效。

## 制作及发行
2018年1月，九龙黑泽接受《南华早报》采访，打破了沉默。他在采访中表示制作《香港97》是为嘲讽当时的电子游戏产业，由于不精通编程，他请艾尼克斯的员工帮忙，并最终在两天内完成了《香港97》。“我爱北京天安门”是从上海街捡到的一张二手鐳射影碟中提取的，主角的图片则来自于电影《快餐車》的一张海报。后来，他请一位懂英语的朋友将游戏翻译成英文，又请一位香港的交换生将游戏翻译成中文。
游戏制作完成后，黑泽在深水埗电子城闲逛时发现了一种能将超任游戏复制到了软盘上的备份设备，他于是将《香港97》复制到了软盘上。当时日本禁止此类设备，他只好用假名在一些地下游戏杂志中写文宣传《香港97》。他当时以¥2,000–¥2,500不等的价格出售这些卡带和软盘，出售后邮寄到买家留下的地址。即便他最初制作了几百份卡带和软盘，但最终只售出了大概30份，于是他将没卖出的卡带和软盘都扔掉了。再后来，他甚至忘记了这个游戏的存在，直到2000年代末这款游戏突然再度以他不希望的方式火了起来。他的Facebook账号也被人翻了出来，网民不停地给他发消息问这款游戏的情况。他自述曾经只是希望“创造一款游戏性很差的低俗游戏”，而现在“只希望人们能彻底忘掉这款游戏”。

## 評價
在英國電競頻道XLEAGUE.TV的節目《衛斯與賴瑞的十大排行榜》（Wez and Larry's Top Tens），香港97拿下了「日本史上十大怪遊戲」的頭號寶座。
《香港97》不断因其糟糕的品质在各种游戏回顾中受到抨击，许多评论者称其为史上最烂电子游戏。《香港97》因其糟糕品质而在日本、泰国和台湾三地受到喜爱烂游戏的粉丝追捧，《喷神James》系列节目中的一集也围绕其展开。

## 外部連結
- 互联网电影数据库（IMDb）上《香港97》的资料（英文）
- YouTube上的懷舊遊戲 香港97